# Musée Gallo-Romain (Sisteron)

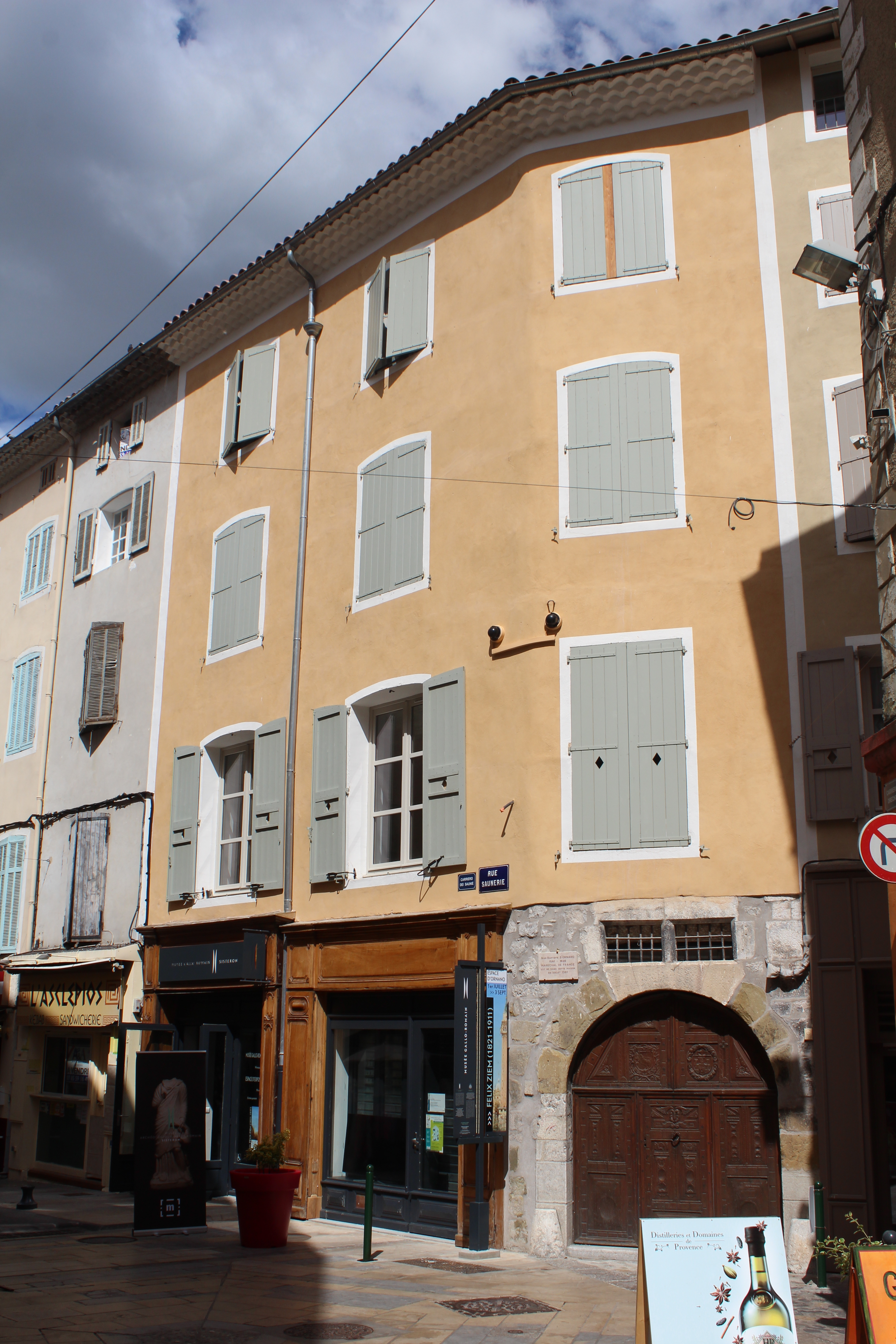
Museumsgebäude

Das Musée Gallo-Romain ist ein archäologisches Museum in der französischen Gemeinde Sisteron im Département Alpes-de-Haute-Provence. Es wurde 2016 neu eröffnet und hat den Status eines Musée de France.

## Ausstellung
Das im Geburtshaus des Marschalls Jean-Baptiste d’Ornano mitten im historischen Ortszentrum untergebrachte Museum präsentiert die Ergebnisse der Ausgrabungen in Sisteron und seiner Nachbargemeinde Bevons in den Jahren 1946 bis 1964. Ein Schwerpunkt des thematischen Rundgangs liegt auf der antiken Bestattungspraxis in der Region und umfasst Objekte aus Stein, Metall, Glas und Keramik sowie eine Sammlung von Münzen. Hervorzuheben ist das Mausoleum einer reichen gallo-römischen Familie vom Ende des 1. Jahrhunderts n. Chr.
Ein eigener Saal ist Sonderausstellungen vorbehalten.